# 베가스 무비 스튜디오
베가스 무비 스튜디오(VEGAS Movie Studio, 구 Sony Vegas Movie Studio)는 PC용으로 설계된 소비자 기반 비선형 동영상 편집기였다. 베가스 프로의 축소 버전이었다. 소니에서 처음 13개 버전으로 개발했다. 이 버전은 버전 14~17을 개발한 Magix에 대한 소니의 크리에이티브 소프트웨어 제품군의 대부분을 2016년 대규모로 판매하면서 판매되었다. Magix는 나중에 관련 없는 Magix Movie Studio를 위해 2021년에 베가스 무비 스튜디오(VEGAS Movie Studio)를 중단했다.
베가스 무비 스튜디오의 이전 이름은 "Sonic Foundry VideoFactory" 및 "Sony Screenblast Movie Studio"였다.